# Furudals bruk

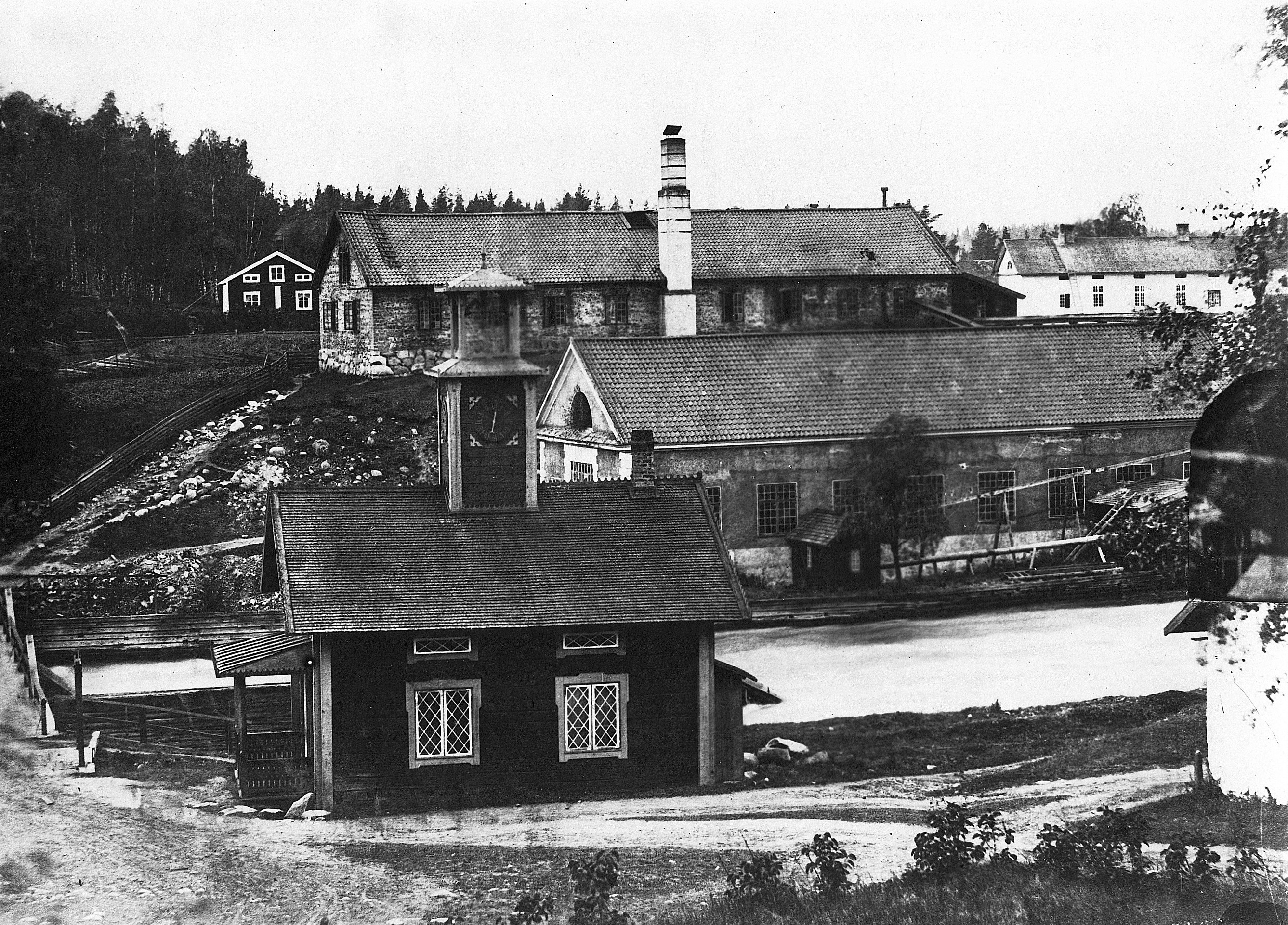
Övre bruket i Furudal på 1870-talet

Furudals bruk är ett före detta järnbruk i Furudal, Ore socken i Rättviks kommun, Dalarna. Bruket ligger vid Ore älv.
Bruket grundades 1709 av uppfinnaren Birger Elfwing för kanontillverkning. 1752 övertogs det av regementsauditören Benjamin Sandel, som utvidgade bruksrörelsen genom anläggning av Kristinefors bruk och Sandelsfors masugn. Sedan Furudal 1776 köpts av Isac Gustaf Clason d.ä. i vallonsläkten Clason utvidgades smidet, en betydande mekanisk verkstad anlades samt en kättingsmedja, vid vilken den bekanta Furudals ankarkätting tillverkades. Järnbruket lades ned 1884, och egendomen såldes 1886 till Korsnäs sågverk som skogsegendom.
Under 1900-talet blev Furudal pensionat. 1973 övertogs brukets skolbyggnad av språklärarna Inger och Lennart Öhnell, som startade en språkundervisning där. I dag är bruket ett hotell och konferenscenter.

## Bildgalleri

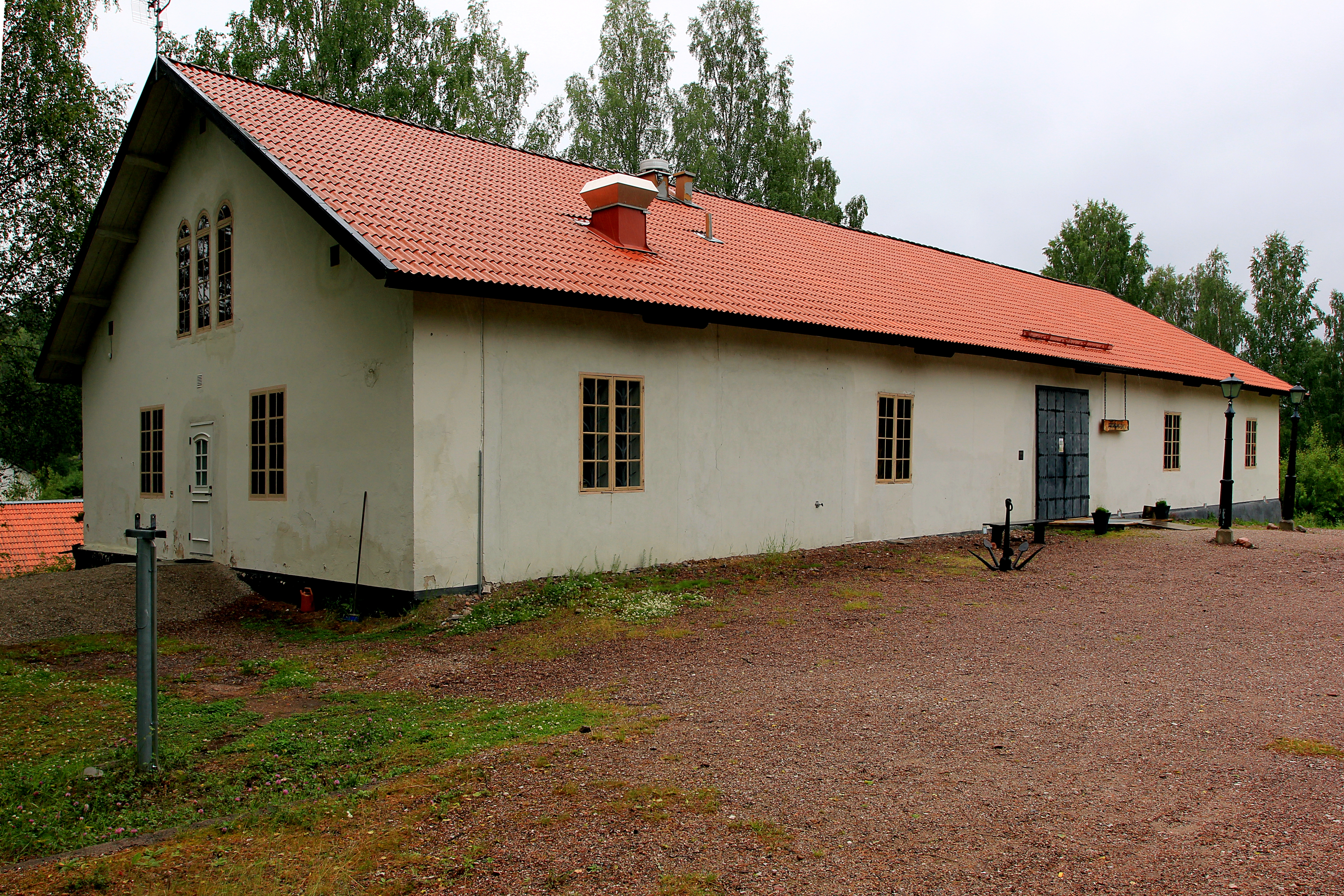
Kättingsmedjan
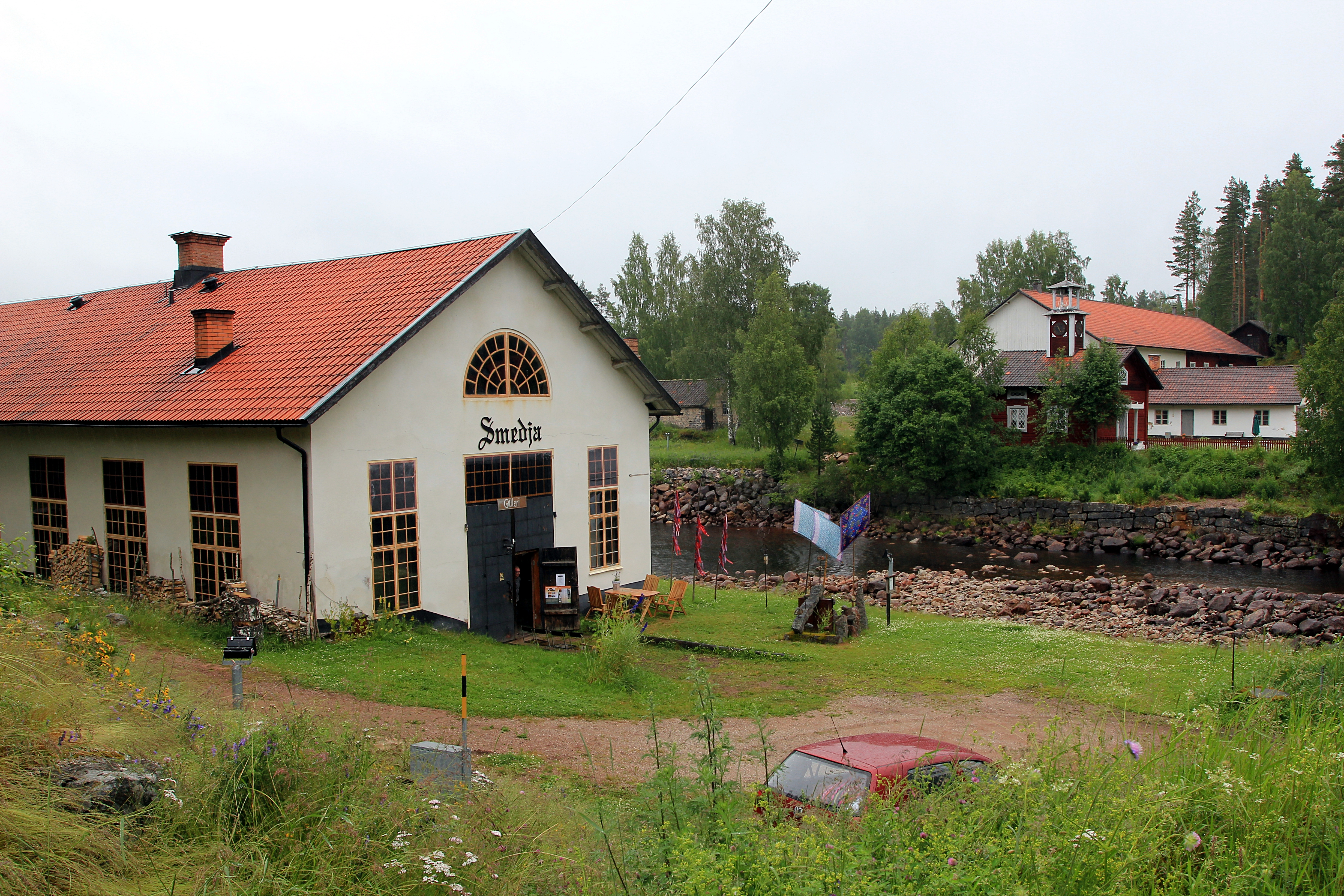
Kvarnen (numera konstsmedja mm), klockhuset och stallet
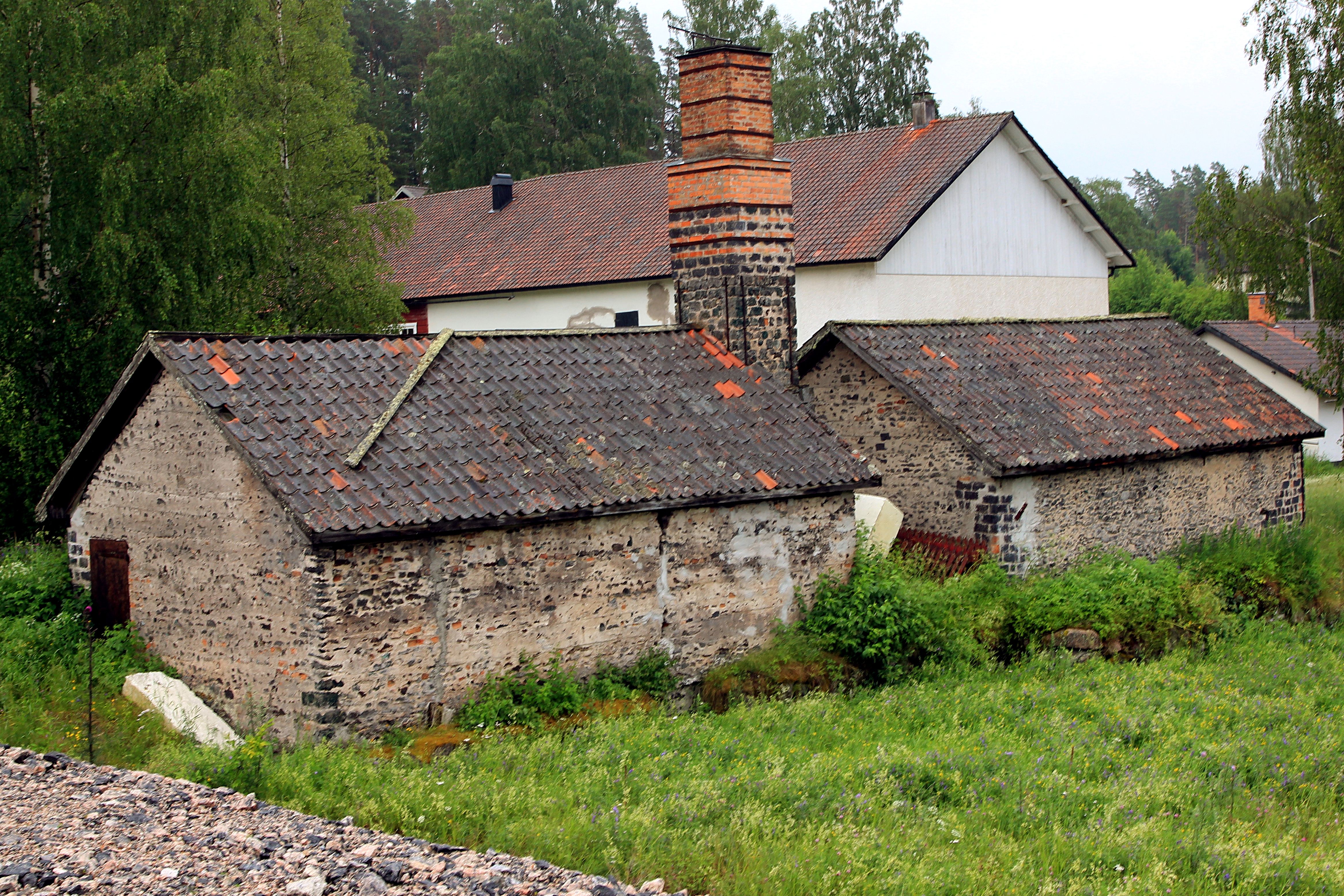
Gnisterhusen, där varmluft från härdarna leddes in och användes för att torka saker
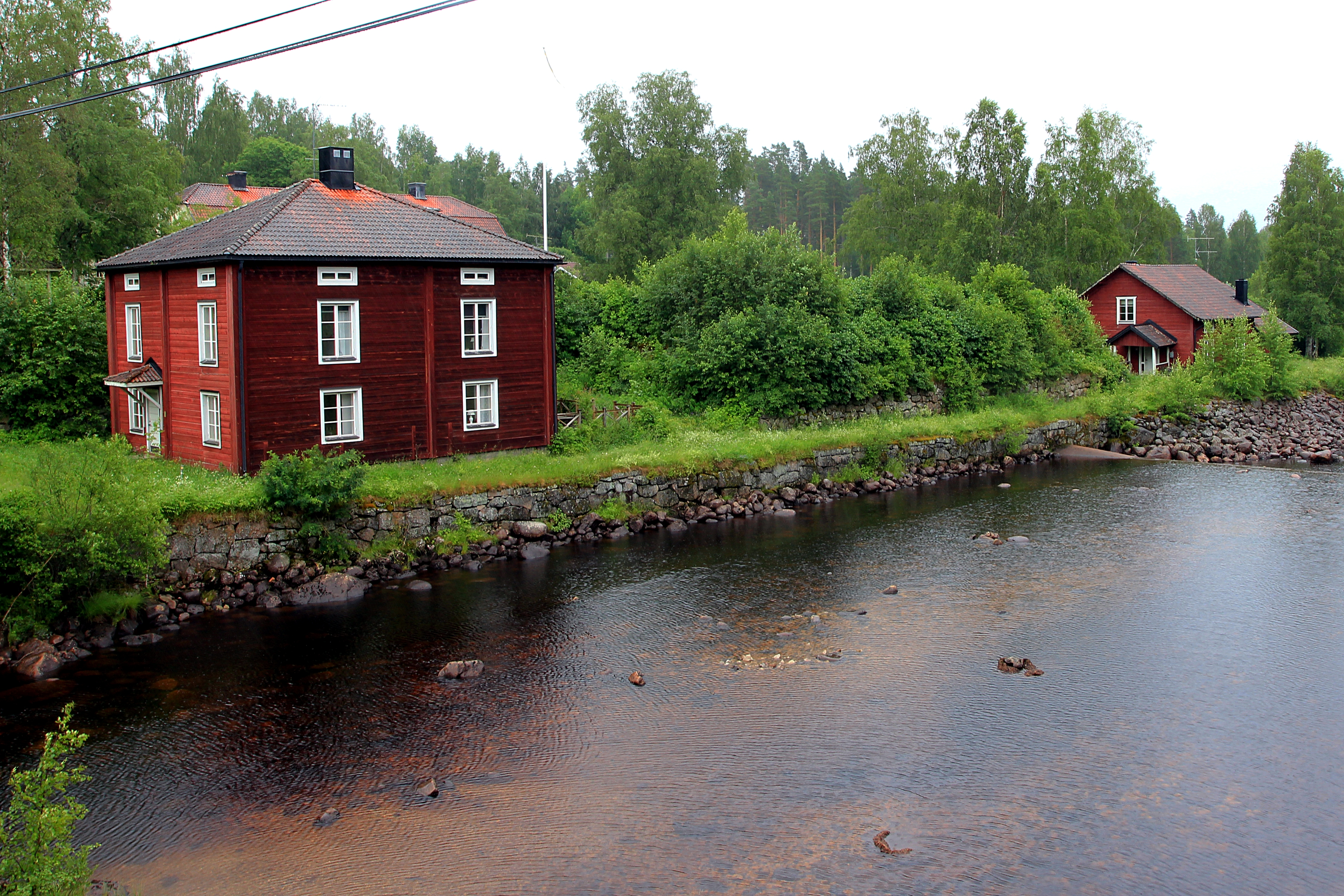
"Bleckhornet" och "brygghuset"
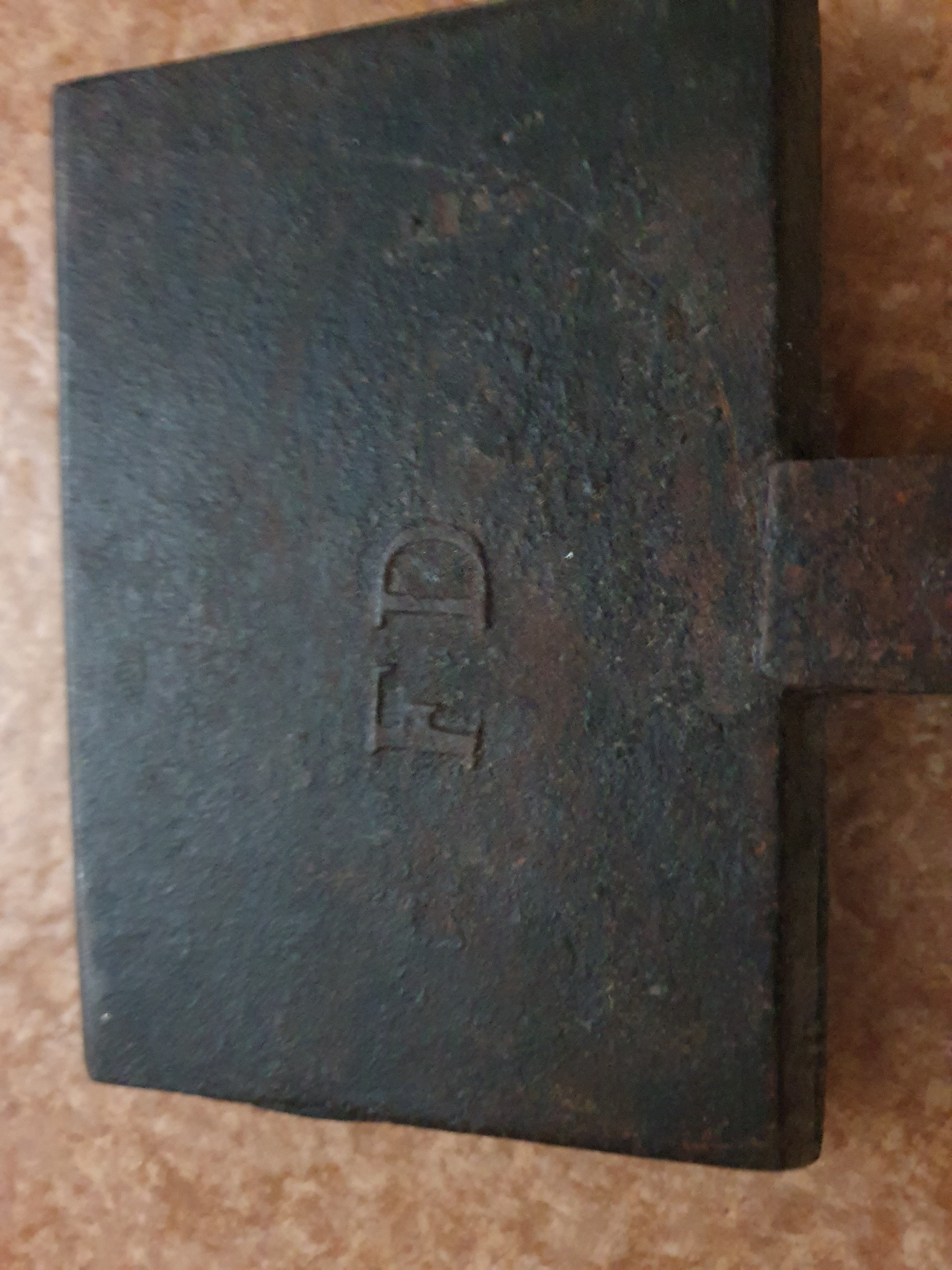
Furudals bruks stämpel på ett rånjärn.